# Дуб Гартвиса
Дуб Гартвиса (лат. Quercus hartwissiana) — листопадное дерево, вид рода Дуб (Quercus) семейства Буковые (Fagaceae).
Вид назван в 1857 году Христианом Стевеном в честь Н. А. Гартвиса, директора Никитского ботанического сада (1827—1860).

## Ботаническое описание
Листопадное дерево до 10—25 м высотой с восходящими ветвями и шатровидной кроной. Кора толстая, растрескивающаяся, почти чёрная.
Почки широкоовальные или почти округлые, 6—7 мм длиной, с короткореснитчатыми по краю чешуями. Побеги голые.

### Листья
Черешки 1,5—2 и до 2 см длиной. Листья обратнояйцевидные или удлинённые, довольно плотные, сверху блестяще-зелёные, голые, снизу более бледные, с буроватым оттенком, с очень мелким, сероватым опушением, с остающимися по жилками или только в углах между ними более длинными рыжеватыми волосками, 8—12 и до 15—20 см длиной и 4—7, иногда 5—12 см шириной, со слабо сердцевидным или клиновидным основанием, с короткой тупой конечной лопастью, по краю коротколопастные с 9—12 полуовальными или тупотреугольными боковыми лопастями с каждой стороны, углубления между которыми равны 1⁄6—1⁄10 ширины пластинки. Боковые жилки между собой параллельные и направлены в лопасти, жилок, идущих в углубления между лопастями нет.

### Цветки и плоды
Околоцветники пыльниковых цветков разделены почти до основания на узколанцетные доли.
Плодоносы длинные, 4—5, реже 2—4 или до 10 см длиной, толстые, с 1—4 желудями, из которых верхние часто остаются недозрелыми. Плюска полушаровидная, иногда короткоцилиндрическая, до 1,5 см длиной и 2 см в диаметре; чешуи её сравнительно крупные, тёмно-серые, с почти прямоугольным основанием и треугольной верхней частью, заканчивающиеся небольшим буроватым кончиком, серо-опушённые, плоские и иногда в верхней части плюски немного вздутые. Жёлуди длинноцилиндрические, до 2,5—3 см длиной и 1,2—1,5 см в диаметре, иногда до 4 см длиной.

## Распространение и экология
В естественных условиях произрастает в Восточной Болгарии, Северо-Восточной Турции, на Северном Кавказе и в Закавказье. Растёт в Западном Закавказье от Джубги до границы бывшего СССР, на Северном Кавказе в бассейне реки Белой и Лабы, в Турции — в Северной Анатолии.
Растёт в лесах нижнего пояса гор, до 1000—1200 м над уровнем моря и на приморской низменности, на более влажных и глубоких почвах вместе с грабом, буком и другими породами; чистые насаждения образует редко.

## Значение и применение
Введён в культуру с 30—40 годов XIX века Никитским ботаническим садом. Один из экземпляров в Никитском ботаническом саду достиг в возрасте 100 лет 15 высоты и при диаметре ствола 70 см. С 1936 года выращивается на плантации Пятигорской опытной станции шелководства. Используется для выкормки гусениц дубового шелкопряда. Есть молодые экземпляры в Берлинском ботаническом саду. Недостатком является малая засухоустойчивость.